# Mark Veens
Mark Hermanus Maria Veens (ur. 26 czerwca 1978 w Venray) – holenderski pływak, specjalizujący się w stylu dowolnym.
Jego największym sukcesem jest wywalczenie srebrnego medalu podczas igrzysk olimpijskich w Atenach (2004) w sztafecie 4 × 100 m stylem dowolnym.
Srebrny medalista mistrzostw świata z Fukuoki (2001) w sztafecie 4 × 100 m stylem dowolnym. Dwukrotny medalista mistrzostw świata na krótkim basenie z Hongkongu (1999). Mistrz Europy ze Stambułu (1999) w sztafecie 4 × 100 m stylem dowolnym. Siedmiokrotny medalista mistrzostw Europy na krótkim basenie.